# Tour des Combrailles
Das Straßenradrennen Tour des Combrailles war ein Etappenrennen, das ab 1962 jährlich bis 1971 für Amateure in der historischen Landschaft Combrailles im Département Puy-de-Dôme in der Auvergne ausgetragen wurde.

## Geschichte
Die Tour des Combrailles wurde 1962 vom Radsportverein UV Saint-Éloy-les-Mines begründet. Die Rundfahrt hatte 10 Ausgaben.

## Palmarès
- 1962  Abel Le Dudal
- 1963  Yves Fayon
- 1964  Robert Poulot
- 1965  José Manuel López Rodríguez
- 1966  André Van Espen
- 1967  Daniel Samy
- 1968  Jean-Pierre Parenteau
- 1969  Arcangelo Locatelli
- 1970  André Mollet
- 1971  Marcel Boishardy